# Centre d'Interpretació 115 Dies
115 dies és un centre d'interpretació de Corbera d'Ebre que forma part de la Xarxa d'Espais de Memòria de Catalunya i ofereix una visió del que van suposar els combats a l'estiu de 1938, l'enfrontament més important de la Guerra Civil: la batalla de l'Ebre. El Centre d’Interpretació 115 dies va obrir les portes el juliol de 2008, esdevenint l’eix vertebrador del conjunt patrimonial dels Espais de la Batalla de l’Ebre.

## Descripció
Amb materials i documents de l'època, el discurs expositiu fa èmfasi en els aspectes bèl·lics de la batalla (els preparatius, el pas del riu, etc.) i les seves conseqüències polítiques (la derrota del Govern de la República en el seu últim gran esforç militar per defensar la legalitat democràtica davant les forces feixistes).

## Història
El nom correspon als 115 dies que hi va haver entre el 25 de juliol i el 16 de novembre de 1938. Aquestes són les dates en què va començar i va acabar la campanya més cruenta de la Guerra Civil, la batalla de l'Ebre. L'escenari van ser les terres del Matarranya, la Ribera d'Ebre, el Baix Ebre i la Terra Alta. S'hi van enfrontar les millors unitats militars de l'exèrcit popular de la República i de l'exèrcit franquista. La batalla es va desenvolupar bàsicament amb xocs d'infanteria –que van provocar un nombre molt elevat de baixes–, amb suport de l'aviació, i va acabar amb una victòria decisiva de les tropes franquistes, que gaudien d'un nombre més elevat d'efectius humans i d'armament, gràcies al suport de l'alemanya nazi i la Itàlia feixista.